# Molophilus ministylus
Molophilus ministylus là một loài ruồi trong họ Limoniidae. Chúng phân bố ở miền Australasia.